# JackBoys
JackBoys (стилизовано под маюскул) — сборник, выпущенный американским лейблом звукозаписи Cactus Jack Records (JackBoys) рэпера Трэвиса Скотта. В JackBoys входят сам Скотт, Sheck Wes, Дон Толивер, Luxury Tax и диджей Скотта Чейз Б. Альбом был выпущен 27 декабря 2019 года. В нём представлены гостевые участия от Розалии, Lil Baby, Quavo, Offset, Янг Тага и Pop Smoke. После дебюта JackBoys сразу оказался на вершине чарта US Billboard 200 (11 января 2020 года), став первым альбомом номер один 2020-х годов. Это третий альбом Скотта, дебютировавший на вершине чарта после его третьего студийного альбома Astroworld (2018).

## История и релиз
В марте 2017 года Скотт объявил, что запускает свой собственный лейбл под названием Cactus Jack Records. В интервью Скотт сказал: «Я делаю это не для того, чтобы иметь финансовый контроль над своей музыкой. В первую очередь я хочу помочь другим артистам, открыть новые имена, чтобы предоставить им возможности. Я хочу сделать для них то, что произошло со мной, только лучше». В сентябре 2017 года Smokepurpp подписал контракт с лейблом, но покинул его в 2019 году.
В феврале 2018 года лейбл подписал контракт с Sheck Wes в рамках совместной сделки с Interscope Records и GOOD Music. В августе на лейбл был подписан Don Toliver. После выхода третьего студийного альбома Скотта Astroworld (2018) Sheck Wes и Don Toliver, появившиеся в альбоме, начали набирать широкую популярность. Песня Wes «Mo Bamba», написанная в июне 2017 года, стала вирусной в 2018 году, а песня Toliver «No Idea», выпущенная в мае 2019 года, стала вирусной в приложении TikTok в том же году. Оба рэпера помогали Скотту в работе над альбомом Astroworld. Wes участвовал вместе с американским рэпером Juice WRLD в песне «No Bystanders», а Toliver — в песне «Can’t Say».
29 ноября 2019 года Скотт выпустил мерч JackBoys на своём сайте, среди которого был предзаказ цифрового альбома за 10 долларов. 24 декабря Скотт сообщил в Твиттере, что альбом будет выпущен в течение недели. 26 декабря, за день до выхода альбома, обложка и дата релиза были раскрыты, а названия песен утекли на Shazam.

## Список песен
Данные взяты с сервиса Tidal.
| №                   | Название                                                       | Автор(ы)                           | Продюсер(ы)                                              | Длительность |
| ------------------- | -------------------------------------------------------------- | ---------------------------------- | -------------------------------------------------------- | ------------ |
| 1.                  | «Highest in the Room (Remix)» (при участии Розалии и Lil Baby) | Трэвис Скотт                       | OZ Nik D Майк Дин                                        | 4:04         |
| 2.                  | «JackBoys»                                                     | JackBoys                           | Майк Дин WondaGurl [a]                                   | 0:46         |
| 3.                  | «Gang Gang»                                                    | JackBoys и Sheck Wes               | WondaGurl Vou                                            | 4:04         |
| 4.                  | «Had Enough» (при участии Quavo и Offset)                      | Don Toliver                        | TM88 El Michels Affair Майк Дин Cash Passion [c]         | 2:37         |
| 5.                  | «Out West» (при участии Янг Тага)                              | JackBoys и Трэвис Скотт            | Buddah Bless Jabz                                        | 2:37         |
| 6.                  | «What to Do?» (при участии Don Toliver)                        | JackBoys и Трэвис Скотт            | London Cyr Jenius Майк Дин Earlyyellow [b] Schachner [b] | 4:10         |
| 7.                  | «Gatti»                                                        | JackBoys, Pop Smoke и Трэвис Скотт | 808Melo Axl [a]                                          | 3:01         |
| Общая длительность: | Общая длительность:                                            | Общая длительность:                | Общая длительность:                                      | 21:19        |

Примечания
- ↑ означает сопродюсера
- ↑ означает разных продюсеров
- ↑ означает не указанный в титрах дополнительный продюсер[16]
- Все треки стилизованы под маюскул.
- «JackBoys» первоначально назывался «Intro», название было изменено днём позже выпуска
- «Gang Gang» включает неуказанный вокал от Don Toliver, Трэвиса Скотта и Luxury Tax.

Сэмплы
- «Gang Gang» содержит сэмпл «Win», написанный Jay Rock, Кендриком Ламаром, Boi-1da, Андерсеном Хернандезом, Элмером Бернстайненом и Corey Thompson.
- «Had Enough» содержит сэмпл «Summer», написанный Beyoncé, Jay-Z, Marcello Valenzano, Andre Christopher Lyon, Leon Michels, Homer Steinweiss, Thomas Brenneck, Mike Herard и Джеймса Фонтлероя в исполнении The Carters.
- «Gatti» содержит сэмпл «Slunečnice Pro Vincenta Van Gogha», написанный Petr Klapka в исполнении Mahagon.

## Коммерческий успех
JackBoys дебютировал под номером один в Billboard 200 с тиражом 154 000 копий, из которых 79 000 были чистыми продажами. На второй неделе альбом опустился на 4-е место в чарте, благодаря проданным 47 000 единицам, эквивалентным альбому. На третьей неделе сборник упал на 7-ю строчку, продажи за неделю составили ещё 38 000 копий.
Все песни альбома дебютировали в Billboard Hot 100, за исключением заглавного трека.

## Чарты

### Недельные чарты
| Чарт (2020)                            | Высшая позиция |
| -------------------------------------- | -------------- |
| Австралия (ARIA)                       | 5              |
| Австрия (Ö3 Austria)                   | 5              |
| Бельгия/Фландрия (Ultratop)            | 19             |
| Бельгия/Валлония (Ultratop)            | 33             |
| Канада (Canadian Albums Chart)         | 1              |
| Дания (Hitlisten)                      | 6              |
| Финляндия (Suomen virallinen lista)    | 8              |
| Франция (SNEP)                         | 34             |
| Германия (Offizielle Top 100)          | 22             |
| Италия (FIMI)                          | 21             |
| Новая Зеландия (RMNZ)                  | 5              |
| Норвегия (VG-lista)                    | 1              |
| Швеция (Sverigetopplistan)             | 10             |
| Швейцария (Schweizer Hitparade)        | 6              |
| США Billboard 200                      | 1              |
| США Top R&B/Hip-Hop Albums (Billboard) | 1              |

### Годовой итоговый чарт
| Чарт (2020)                            | Позиция |
| -------------------------------------- | ------- |
| Бельгия (Ultratop Flanders)            | 98      |
| Бельгия (Ultratop Wallonia)            | 162     |
| Канада Canadian Albums (Billboard)     | 31      |
| Франция (SNEP)                         | 149     |
| США Billboard 200                      | 39      |
| США Top R&B/Hip-Hop Albums (Billboard) | 26      |

## Сертификации
| Регион                                                                      | Сертификация | Продажи |
| --------------------------------------------------------------------------- | ------------ | ------- |
| Канада (Music Canada)                                                       | Золотой      | 40 000  |
| Дания (IFPI Danmark)                                                        | Золотой      | 10 000  |
| Великобритания (BPI)                                                        | Серебряный   | 60 000  |
| Данные о продажах + прослушиваниях приведены только на основе сертификации. |              |         |